# Сасаші
Сасаші (груз. სასაში) — село в Грузії, в муніципалітеті Лентехі.
За даними перепису населення 2014 року в селі проживає 182 особа.

## Відомі уродженці
- Оніані Тенгіз Несторович (1928—2012) — грузинський нейрофізіолог, академік НАН Грузії